# Heinrich Kwiatkowski
Pour les articles homonymes, voir Kwiatkowski.
Heinrich Kwiatkowski est un footballeur international allemand né le 16 juillet 1926 à Gelsenkirchen et mort le 23 mai 2008.

## Biographie
Il était gardien de but.
Il a participé à deux coupes du monde : celle de 1954 puis celle de 1958.

## Club
- FC Schalke 04
- Rot-Weiss Essen
- Borussia Dortmund

## Palmarès

### En équipe nationale
- 4 sélections en équipe d'Allemagne
- Vainqueur de la Coupe du monde 1954

### Avec le Borussia Dortmund
- Vainqueur de la Coupe d'Europe des vainqueurs de coupe en 1966
- Champion d'Allemagne en 1956, 1957 et 1963
- Vainqueur de la Coupe d'Allemagne en 1965